# Ángeles de la muerte de Lainz
Maria Gruber, Irene Leidolf, Stephanija Mayer y Waltraud Wagner, llamadas "Los ángeles de la muerte de Lainz", fueron uno de los grupos criminales más inusuales en la Europa del siglo XX. Las cuatro mujeres austriacas eran enfermeras en el Hospital General de Lainz, en Viena, y asesinaron a pacientes del centro entre 1983 y 1989. El grupo mataba a sus víctimas con sobredosis de morfina o introduciendo agua en los pulmones. En 2008, las cuatro habían sido ya puestas en libertad.

## Trasfondo
Wagner, de 23 años, fue la primera en matar a un paciente con una sobredosis de morfina en 1983. Descubrió en el proceso que  disfrutaba jugando a Dios y tomando el poder de la vida y la muerte del paciente en sus manos. Ella reclutó a Gruber, de 19 años, y a Leidolf, de 21, y finalmente a la mayor del grupo, de 43 años, Stephanija Meyer. Pronto inventaron su propio método de asesinato: mientras una aguantaba la cabeza de la víctima y tapaba su nariz, otra vertía agua en la boca de la víctima hasta que se ahogaba. El grupo de pacientes ancianos asesinados era físicamente débil, pero muchos no eran enfermos terminales.
Los detectives criticaron al hospital por haber ignorado una de las muertes sospechosas en 1988. Las enfermeras fueron detenidas después de que un doctor las oyera conversar sobre su asesinato más reciente en una taberna local. En total, confesaron haber cometido 49 asesinatos en seis años, pero pueden haber sido responsables de hasta 200 casos sospechosos. En 1991, Wagner fue condenada por 15 asesinatos, 17 intentos, y dos agresiones. Fue sentenciada a cadena perpetua. Leidolf recibió una condena a perpetuidad también, siendo encontrada culpable de cinco asesinatos, mientras Mayer y Gruber recibieron 20 y 15 años respectivamente por complicidad y cargos de intento de asesinato.